# Ludwig Auber
Ludwig Auber oder später Lewis Auber (* 24. Juni 1899 in Wien; † 16. September 1974 in Edinburgh) war ein österreichischer Ornithologe.

## Leben und Wirken
Beide Eltern waren Musiklehrer in Wien. Seine Mutter lebte später bei ihm und seiner Frau Clotilde in Schottland. Nach vielen Schwierigkeiten in seinen ersten Lebensjahren konnte er schließlich seine Träume verwirklichen und studierte bei Wilhelm Marinelli (1894–1973) an der Universität Wien Zoologie. 1937 erhielt er dort seinen Doktor der Philosophie. In dieser Zeit arbeitete er u. a. auch mit Moriz Sassi zusammen. 1938 schrieb er für Embrik Strand (1876–1947) einen Artikel über die Gattung der Rotloris (Eos) Wagler, 1832. Auf Einladung von Fabius Gross (1906–1950) ging er 1938 an die University of Edinburgh Abteilung Zoologie, um der deutschen Besatzung zu entkommen. Als sich die Lage Großbritannien im Rahmen der Operation Dynamo zuspitzte, gab es eine Welle von Inhaftierungen von Zivilisten, von Menschen die das Land potentiell gefährden könnten. Unter ihnen waren auch Gross und Auber, die in ein Lager auf Isle of Man gebracht wurden.
Nach dem Krieg 1946 wurde er Senior Scientific Officer bei der Wool Industries Research Association in Leeds. Hier befasste er sich hauptsächlich mit der Histologie von Wollfollikeln. Zu seinen wichtigsten Werken aus dieser Zeit gehörte ein Artikel aus dem Jahre 1952, der unter dem Titel The anatomy of follicles producing wool-fibres, with special reference to keratinisation erschien.
Nach seiner Pensionierung in Leeds zog er zurück in sein geliebtes Edinburgh. Hier arbeitete er an seinem Forschungsschwerpunkt den Vogelfedern. Damit er seine Forschungen realisieren konnte, erhielt er Gelder von der Carnegie-Stiftung und der Royal Society aus London. Zunächst arbeitete er wieder in der zoologischen Abteilung der Universität und später am Royal Scottish Museum. Er galt als Koryphäe auf dem Gebiet der Federforschung und publizierte mindestens 25 Artikel zu vielen Aspekten des Federwuchses. Auber war fasziniert von der Entstehung von Farben in den Federn. So arbeitete er gerne mit jedem zusammen, der ihm Rat über physikalische und chemische Aspekte auf diesem Gebiet geben konnte. Dabei verbrachte er viel Zeit am Mikrotom und Mikroskop, was sich in der hohen Qualität seiner Strukturzeichnungen in seinen Publikationen niederschlug. Jeder noch so kleine Punkt wurde von ihm mit Akribie dokumentiert. Diese Passion für Federn verfolgte ihn sein gesamtes Leben. So publizierte er bis ins hohe Alter über Markzellen oder die schwammige Struktur (die er cloudy media nannte) von Federn. Seine künstlerischen Fähigkeiten führten auch zu vielen gewöhnlichen Vogeltafeln. Er liebte vor allem den Glanz und die Vielfalt von Mustern in tropischen Vögeln.

## Mitgliedschaften und Ehrungen
Auber war Gründungsmitglied des Scottish Skin Biology Club und besuchte regelmäßig deren Treffen. Seit 1952 war er Fellow der Royal Society of Edinburgh.
1988 gründete seine Frau Clotide den Auber Bequest Award, der Briten oder Menschen die die britische Staatsbürgerschaft erlangen wollen fördern soll. Die zu fördernden Personen sollten über sechzig Jahre alt sein und in Schottland bzw. England leben. Dazu sollten sie in der akademischen und nicht indistruellen Forschung tätig sein. Der Preis ist mit £ 3.000 für bis zu zwei Jahre ausgelegt.

## Publikationen (Auswahl)
- Der Rassenkreis Chalcopsittacus duiveribodei Dubois. In: Ornithologischer Anzeiger. Band 2, Nr. 8, 1934, S. 313–315.
- Die Rassen- und Artenkreise des Genus Eos. Beilage A: Genaue Beschreibung des untersuchten Materiales, sowie Auszug aus der Literatur (Univ. Diss.). NA, Wien 1937.
- in Embrik Strand: Die Rassen- und Artenkreise des Genus Eos Wagler (Aves) in Festschrift zum 60. Geburtstag von Professor Dr. Embrik Strand. Band 4. NA, Riga 1938, S. 673–782.
- The Colour-Producing Structure in the ‘Dominant Grey’ Budgerigar. In: Nature. Band 144, 1939, S. 157–158, doi:10.1038/144157a0.
- The colours of feathers and their structural causes in varieties of the Budgerigar, Melopsittacus undulatus (Shaw). Ph.D. Thesis. NA, Edinburgh 1941 (ed.ac.uk [PDF; 9,1 MB]).
- mit John Edwin George Raymont: Water Contents of Last-Stage Larvæ, Pupæ and Adults of the Meal Moth. In: Nature. Band 153, 1944, S. 314, doi:10.1038/153314a0.
- mit Marca Burn: Replacement of Fibres in Sheep. In: Nature. Band 160, 1947, S. 834, doi:10.1038/160836a0.
- mit Harry Milthorp Appleyard: Surface Cells of Feather Barbs. In: Nature. Band 168, 1951, S. 736–737, doi:10.1038/168736b0.
- The anatomy of follicles producing wool-fibres, with special reference to keratinisation. In: Transactions of the Royal Society of Edinburgh. Band 62, Nr. 1, 1952, S. 191–254, doi:10.1017/S0080456800009285.
- William Charles Osman Hill: Examples of hybridization between two species of macaw (Ara). In: Proceedings of the Royal Society of Edinburgh, Section B: Biological Sciences. Band 65, 1953, S. 117–120, doi:10.1017/S0080455X00000461.
- mit Michael Lawson Ryder: Abnormal Growths associated with Wool Follicles in Sheep. In: Nature. Band 174, 1954, S. 743–744, doi:10.1038/174743b0.
- Cortex and medulla of bird feathers. In: Nature. Band 176, 1955, S. 1218–1219, doi:10.1038/1761218b0.
- The structures producing „non-iridescent“ blue colour in bird feathers. In: Proceedings of the Zoological Society. Band 129, Nr. 2, 1957, S. 455–485, doi:10.1111/j.1096-3642.1957.tb00307.x.
- The distribution of structural colours and unusual pigments in the Class Aves. In: The Ibis. Band 99, Nr. 3, 1957, S. 463–476, doi:10.1111/j.1474-919X.1957.tb01960.x.
- Magenta colour in feathers: a parallelism. In: The Ibis. Band 100, Nr. 4, 1958, S. 571–581, doi:10.1111/j.1474-919X.1958.tb07961.x.
- The possible evolutionary significance of differences in feather structure between closely related Pittidae (Passeres: Mesomyodes). In: Journal of the Linnean Society of London, Zoology. Band 45, Nr. 305, 1964, S. 245–250, doi:10.1111/j.1096-3642.1964.tb00499.x.
- Formation of 'polyhedral' cell cavities in cloudy media of bird feathers. In: Proceedings of the Royal Society of Edinburgh, Section B: Biological Sciences. Band 74, 1974, S. 27–41, doi:10.1017/S0080455X00012297.
- The structure of feathers in Chlorophanes purpurascens. In: Bulletin of the British Ornithologists’ Club. Band 94, Nr. 2, 1974, S. 49–55 (biodiversitylibrary.org).